# Torre de haver

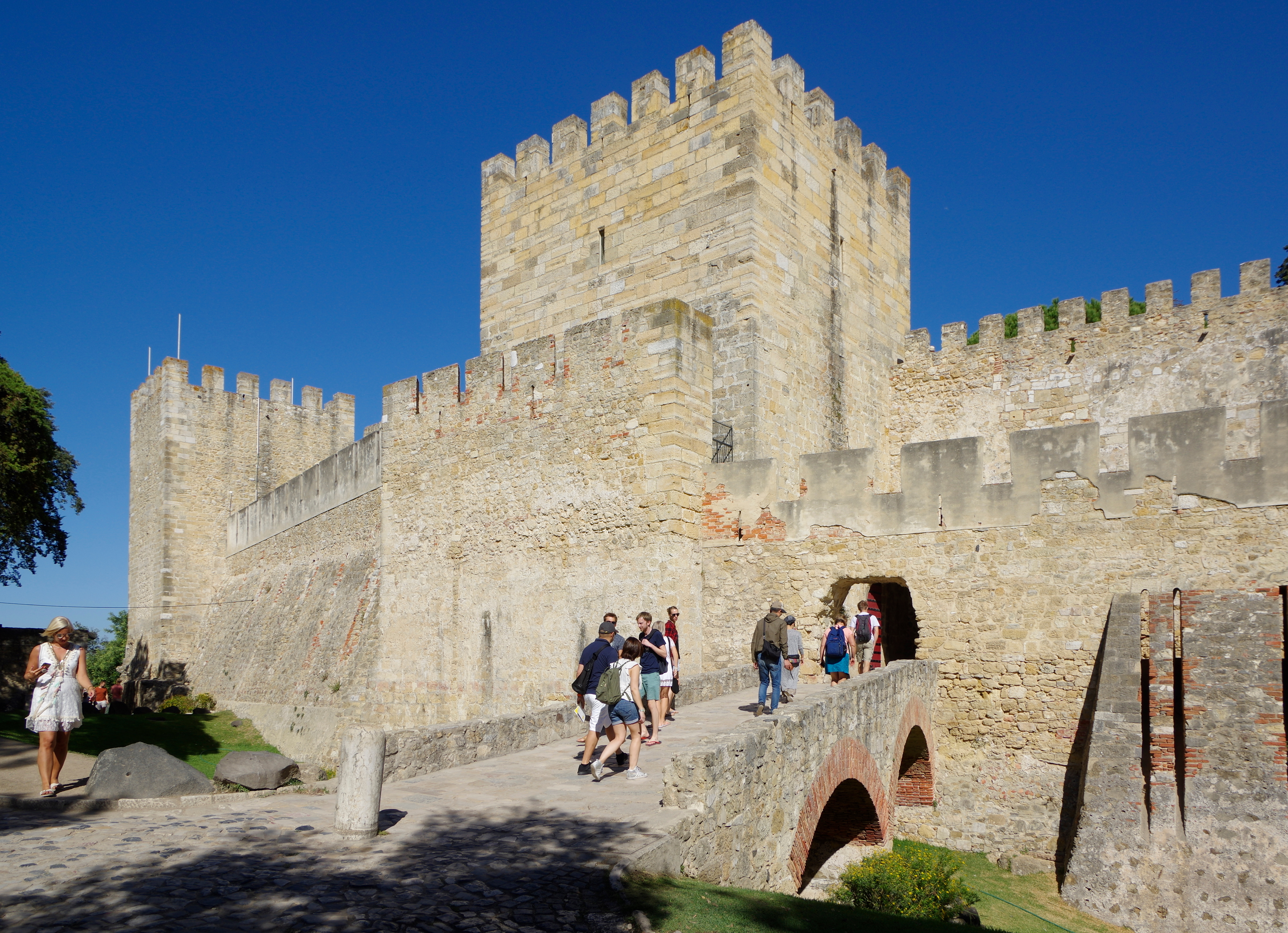
Antiga torre de haver do Castelo de São Jorge em Lisboa.

Na arquitetura militar, uma torre de haver era a torre de um castelo medieval utilizada para a guarda dos valores ou do tesouro real.